# Düßnitz
Düßnitz ist ein Ortsteil der Stadt Jessen (Elster) im Landkreis Wittenberg des Landes Sachsen-Anhalt.

## Lage und Erreichbarkeit
Düßnitz liegt etwa 13 Kilometer südwestlich der Stadt Jessen und ist über die Landesstraße L 114 mit ihr verbunden.

## Geschichte
Erstmals 1416 in Urkunden als Dussenicz erwähnt, wurde der Ortsname vermutlich vom altsorbischen Dušnica abgeleitet, was in etwa so viel heißt wie sumpfiges Gelände. Andere Ortsnamenformen waren
- 1534: Doßnitz
- 1577: Diesnitz, Düsnitz, Disnitz
- 1591: Doesnitz

Seit 1791 hat sich der Name Düßnitz etabliert.
Bereits zur Gründung wurde die Siedlung sorbischen Ursprungs als Straßendorf mit verengten Ausgängen angelegt, um die Siedlung vor Gefahren von außerhalb zu schützen.
Düßnitz mit Gehmen ist spätestens 1534 nach Rade eingepfarrt, war davor einst eigene Pfarrei. 1555 wird die Universität Wittenberg Lehnsherr der Pfarrei Rade, zuvor als Lehen des Probsts an Klöden verliehen.
1575 gehören Düßnitz und Gehmen zum Löser'schen Erbmarschallamt, Rade und Schöneicho hingegen zum Amt Schweinitz. Die Parochialverhältnisse ändern sich gegenüber 1555 nicht.

### Dorfkirche
Das Baujahr der Kirche wird von Dehio auf um 1300 geschätzt. 1500 wird der Ostgiebel erneuert. 1672 werden Kirche samt Glocke und Inventar umfassend erneuert. Die Saalkirche ohne Chor beherbergt eine Orgel und steht heute unter Denkmalschutz.